# Наливайко (поэма)
«Наливайко» — романтическая поэма русского поэта Кондратия Рылеева о руководителе украинского восстания Северине Наливайко. Поэт работал над ней в 1824—1825 годах, но не успел закончить. Отдельные фрагменты поэмы публиковались в 1825 году, и переиздавались в 1888-м.

## Сюжет
Центральный персонаж поэмы — Северин Наливайко, возглавивший в 1594 году восстание казаков и крестьян на территории Речи Посполитой. Рылеев изобразил своего героя как борца за свободу. По словам П. Ильина, поэма «проникнута гражданственными и вольнолюбивыми мотивами».